# Corquilleroy
Corquilleroy är en kommun i departementet Loiret i regionen Centre-Val de Loire strax norr Frankrikes mitt. Kommunen ligger i kantonen Châlette-sur-Loing som tillhör arrondissementet Montargis. År 2022 hade Corquilleroy 2 840 invånare.

## Befolkningsutveckling
Antalet invånare i kommunen Corquilleroy
| Referens: INSEE |